# 직업성폐질환연구소
직업성폐질환연구소(職業性肺疾患硏究所, Occupational Lung Disease Institute)는 2006년 6월에 설립된 대한민국 고용노동부 산하 근로복지공단 소속의 연구기관으로서 직업환경의학, 산업위생학, 독성학, 영상의학, 호흡생리학 분야의 전문가들이 직업에 의해 발생될 수 있는 호흡기 질환과 다양한 작업환경에서 노출될 수 있는 유해인자들의 발생경로와 물리화학적 특성 등을 연구하고, 근로자 복지증진을 위하여 산업재해 관련 업무관련성 전문조사(역학조사) 사업을 수행하고 있다. 인천광역시 부평구 무네미로 478(구산동 34-6) 인천노동복지합동청사에 위치하고 있다.

## 연혁
- 2005년 4월 산업재해 예방·치료·보상업무 연계방안에 대한 합동 회의(노동부·안전보건공단·산재의료관리원)
- 2005년 12월 산재의료관리원 직업성폐질환연구소 개원준비반 운영
- 2006년 6월 안산중앙병원 부설 직업성폐질환연구소 설립[4][5] 직업성폐질환연구소 운영위원회 설치. 직업성폐질환연구소 연구윤리심의위원회 설치 및 직업성폐질환 연구용 생체시료은행 운영
- 2007년 8월 업무상질병심의위원회 설치
- 2008년 7월 한국산재의료원 안산중앙병원 부설 직업성폐질환연구소 법인 변경
- 2010년 4월 한국산재의료원이 근로복지공단과 통합함에 따라 근로복지공단 안산산재병원 부설 직업성폐질환연구소로 개편
- 2013년 1월 직업성폐질환연구소 연구기능 활성화를 위해 근로복지공단 본부 직재(이사장 직속)로 편제

## 조직

### 직업성폐질환연구소장
- 업무관련성평가부
- 발병기전연구부

## 참고 문헌
- 라돈, 노출•••폐암 ‘사망’ 보관됨 2016-11-07 - 웨이백 머신《한국경제》2016년 11월 7일 정승호 기자
- 반도체 노동자 2명 ‘폐암 사망’ 첫 산재 인정《경향신문》2016년 9월 1일 김지환 기자
- 직업성폐질환연구소, 흉부 디지털영상의 진폐증 진단 정확성 입증《조세일보》2013년 4월 12일
- 직업성폐질환연구소, 유해물질 분석사업 본격화《안전저널》2012년 4월 11일 남인욱 기자
- 직업성폐질환연구소, 폐활량검사 워크숍[깨진 링크(과거 내용 찾기)]《보건뉴스》2009년 3월 25일 김아름 기자
- 직업성폐질환연구소 국내 첫 출범《한겨례》2006년 6월 20일 안영진 기자
- 산재의료관리원, ‘직업성폐질환연구소’설립《매일노동뉴스》2006년 6월 15일 연윤정 기자